# Dick Atha
Richard Ernest Atha, detto Dick (Otterbein, 21 settembre 1931 – 6 febbraio 2020), è stato un cestista statunitense, professionista nella NBA.

## Carriera
Nel 1951, mentre giocava per la Indiana State University, disputò con gli Stati Uniti i Giochi panamericani.
Dopo la carriera universitaria venne selezionato dai New York Knicks al quinto giro del Draft NBA 1953. Dopo due anni nell'esercito, giocò per una stagione (1955-56) per i Knicks, disputando 25 partite.
Nel 1957-58 disputò 18 partite per i Detroit Pistons, prima che un infortunio ne interrompesse la carriera.